# Cnaphalocrocis poeyalis
Espèce
Cnaphalocrocis poeyalis est une espèce de lépidoptères de la famille des Crambidae.
On la trouve de l'Afrique jusqu'au Pacifique, notamment en Inde, à Hong Kong, aux Fidji, en Australie, en Polynésie française et à La Réunion.
L'imago a une envergure d'environ 20 mm.
Les chenilles se nourrissent d'herbes (Poaceae) et sont des ravageurs du riz (Oryza sativa).